# Traînée de condensation
Pour les articles homonymes, voir Traînée (homonymie).
Une traînée de condensation, dite cirrus homogenitus dans l'Atlas international des nuages de 2017, est un nuage qui se forme à l'arrière d'un avion. Ce phénomène physique, qui dépend de phénomènes atmosphériques complexes, a été étudié dès les années 1950 et provient de la condensation de la vapeur d'eau émise par les moteurs d’avion à très haute altitude. Le phénomène est encore plus prévalent si l'air est déjà sursaturé. Sont aussi employées les expressions : traînée de vapeur, traînée blanche, ou encore contrail (pour condensation trail).
Ces traînées apparaissent à la sortie des moteurs (à pistons ou réacteurs) ou en bout d'ailes dès 8 000 m d'altitude si l'hygrométrie dépasse 68 % pour une température de −39 °C, à partir de noyaux de congélations fournis en grande partie par les gaz et résidus solides de combustion. Elles s'estompent par sublimation ou se transforment, dans certaines conditions d’hygrométrie et de température, en nuages artificiels analogues à des cirrus allongés. Ces nuages artificiels peuvent alors couvrir de vastes surfaces de ciel, notamment dans l'hémisphère nord. Ils peuvent persister durant plusieurs heures, parfois plusieurs dizaines d'heures,.
Ces traînées augmentent le forçage radiatif. Le trafic aérien croissant modifie ainsi les échanges énergétiques de l'atmosphère,,. Ces traînées, en permanence nombreuses tout autour de la Terre du fait de l'important trafic aérien mondial, et pouvant parfois fusionner pour former d'immenses cirrus constitués essentiellement de cristaux de glace, accentuent aussi l'effet de serre,, : bien qu'elles réfléchissent les rayons du soleil le jour, elles réchauffent surtout la planète la nuit en retenant les infrarouges dans ces manteaux de cristaux de glace. Cela vient s'ajouter à l'effet de serre issu de la combustion importante de kérosène et double la responsabilité du trafic aérien en termes de contribution au réchauffement climatique, augmentant ainsi une part qu'on estimait autrefois faible par rapport à d'autres modes de transport.
La présence de ces traînées est signalée par le sigle COTRA, contraction de l'expression anglaise COndensation TRails Aloft, dans un rapport météorologique METAR.

## Nature physico-chimique des traînées

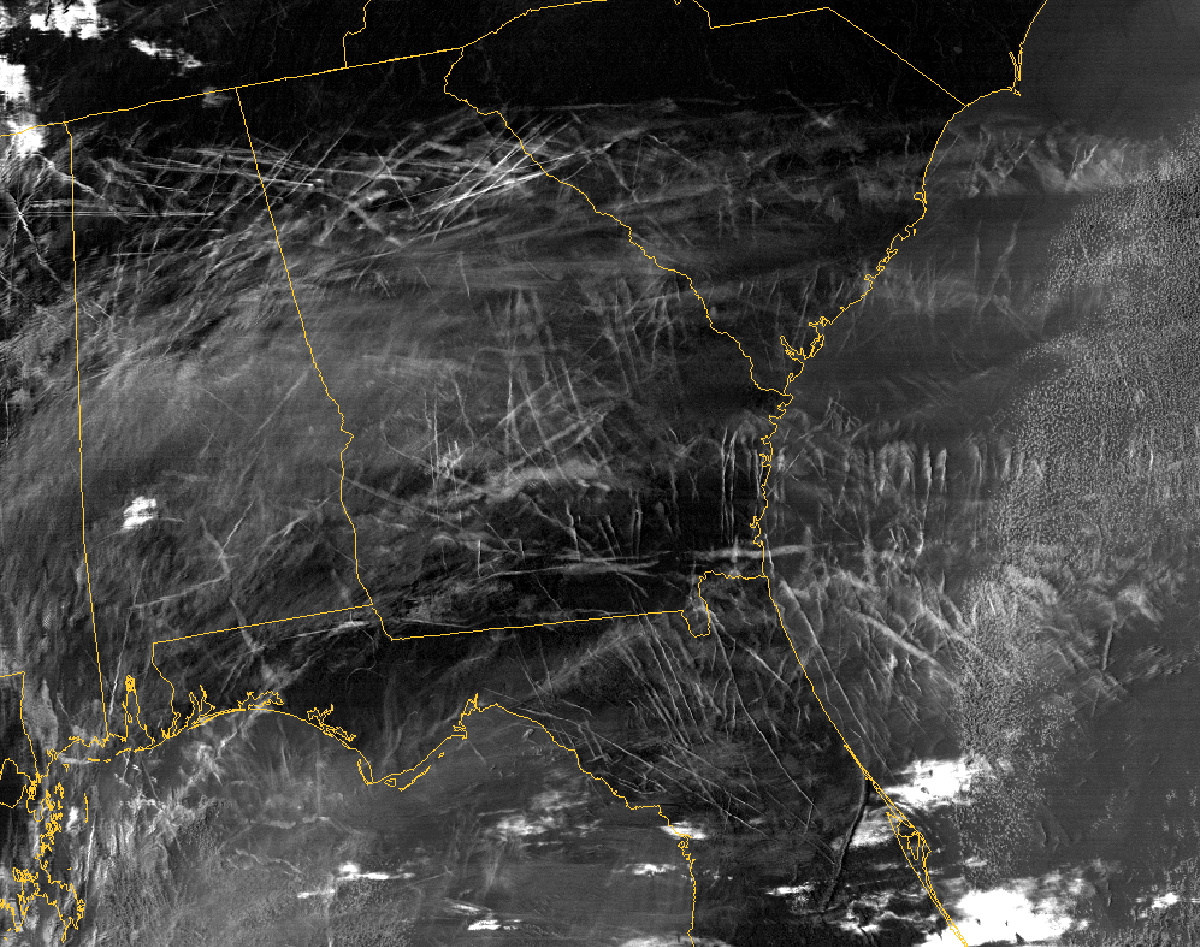
Photo satellitale prise au-dessus de la Géorgie (MODIS, NASA, le 13 octobre 2004), montrant des chapelets de centaines de traînées de condensation transformées en cirrostratus artificiels.

Les traînées de condensation sont des nuages. Vues d'un satellite météorologique, ces traînées sont détectables dans le spectre visible de jour, mais on peut les suivre encore mieux en tout temps dans les trois longueurs d'onde de 8,5, 11,0 et 12,0 micromètres de l’infrarouge. Ceci indique qu'elles contiennent de l'eau liquide et/ou des cristaux de glace et qu'elles influencent le bilan radiatif de l'atmosphère terrestre.
Ces traînées contiennent aussi des aérosols de particules émises par les réacteurs, dont du noir de carbone et des sulfates, mais leur cinétique, et leurs modifications physico-chimiques sous l'effet de la température, des UV solaire et du rayonnement cosmique, de l'ozone et des gaz est encore incomplètement comprise. Des phénomènes discrets sont néanmoins mieux observés, grâce au lidar notamment,.
L'imagerie satellitaire aide à mieux comprendre leur dynamique dans la haute atmosphère, et certaines interactions avec les facteurs climatiques.

## Nouveaux outils de suivi
De nouveaux outils permettent de mieux comprendre la chimie et la physique des traînées de condensation, des cirrus et de leur processus de production et de disparition. Ils pourraient un jour assurer un suivi permanent de leur production, évolution et impacts géoclimatiques :
- le Lidar et en particulier du (LIDAR multi-longueur d’onde (JFJ - LIDAR)). Cet appareil émet un faisceau laser à trois longueurs d'onde (355, 532 et 1 064 nm) puis détecte les radiations rétro–diffusées : élastiques (Mie, 355, 532 et 1 064 nm) ou inélastiques (Raman, 387, 407, 607, et 532 rotationnel)[23]. Il permet un suivi distant et en temps quasi-réel. Il analyse des profils thermohygrométrique (de température et de la teneur en eau), tout au long de la colonne d'air. Il produit des profils de propriétés optiques qui - via l'analyse des coefficients de rétrodiffusion et d’extinction - renseignent sur le contenu particulaire des aérosols présents.

- la dépolarisation de la lumière du laser rétrodiffusée (à 532 nm) renseigne sur le degré de présence d'eau et de glace, et éventuellement de particules minérales, dans les nuages[23]. Ce type d'outil devrait donc aussi permettre de comprendre les éventuelles interactions entre traînées de condensation et particules minérales aérotransportées à échelle planétaire comme les poussières sahariennes (déjà étudié dans une thèse rendue en 2004)[23] ou particules de nuage de cendres volcaniques, issues d'un accident, etc.

- Des avions et drones peuvent échantillonner les traînées même et les cirrus induits.

## Mécanisme de formation

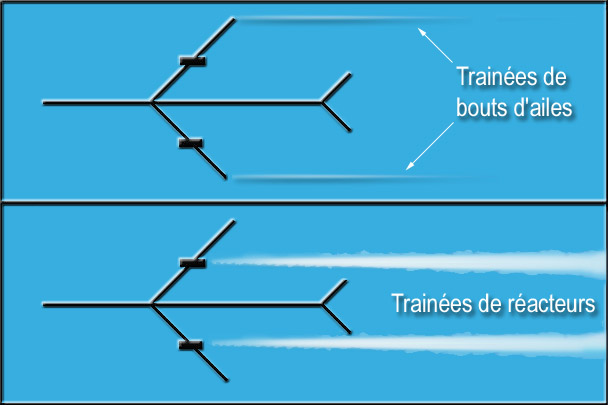
Les deux façons de former les traînées. En haut, celles prenant naissance au bout des ailes et en bas, celles provenant des réacteurs.

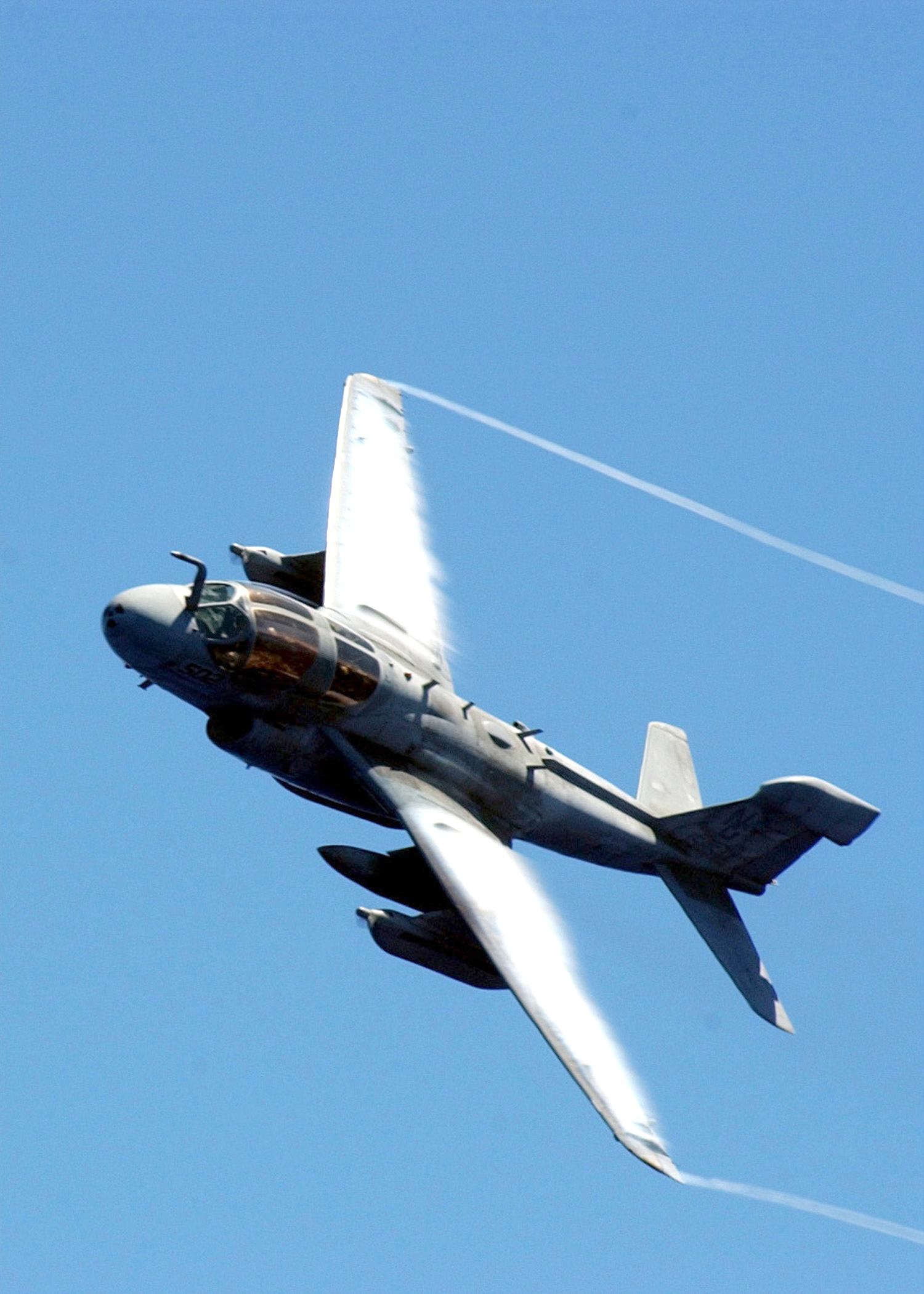
Exemple de condensation sur l'aile et de « trainée » se condensant en bout d'aile.

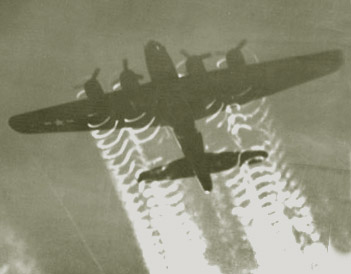
Cette forteresse volante B-17 (Seconde Guerre mondiale) génère deux types de trainées, l'une discrète, en bout d'aile, l'autre en bouts de pales, d'où la forme hélicoïdale.

Ces traînées ne se forment qu'à certaines conditions, qui ne se rencontrent pratiquement que dans la haute troposphère et un peu plus souvent en hiver, :
- où l'air est à environ −40 °C
- où l'air est assez humide pour atteindre la saturation et former des cristaux de glace, spontanément ou si un élément supplémentaire déclenche le processus[4].
- où l'air contient des noyaux de congélation, capables de nucléer la vapeur d'eau qui forme alors des gouttelettes surfondues de condensation. Ces dernières peuvent persister jusqu'à −40 °C avant de se congeler sans l’intervention d’une particule d'aérosol servant de noyau glacigène. Bien que l'atmosphère contienne de tels noyaux, ils sont en faible concentration à haute altitude. Ce sont donc surtout les gaz éjectés par les moteurs et les particules qu'ils contiennent qui fournissent de tels éléments précipitant la formation des cristaux et l'apparition de la traînée[4].

Les principes de formation des traînées de condensation sont donc similaires à ceux des nuages et sont expliqués en détail par la physique des nuages.
La formation des traînées dépend essentiellement des cinq facteurs que sont l'humidité et la température de l'air traversé par l'avion, la quantité d'eau rejetée par le réacteur due à la combustion du carburant, la température des gaz d'échappement et la pression atmosphérique.

### Types
Il existe trois sources pouvant induire la formation de traînées visibles sur un avion,, : le moteur à pistons, la turbine de moteur à réaction et (plus discrètement) certains éléments de portance.

#### Traînées d'ailes (oude détente)
Quelques éléments de portance (ailerons ou extrémité d'aile) produisent un vortex tubulaire associé à une dépression sur le dessus de l’aile (ce qui permet à l'avion de voler). La chute de pression est la plus brusque en bout d'aile où elle entraîne une chute instantanée de température (comme le fait la décompression du fluide compressé par le moteur d'un réfrigérateur, mais d'une manière bien plus brutale). Si l'avion vole dans une zone où l'humidité relative de l'air approche les 100 %, la baisse de température peut faire passer l’air au-delà de la saturation au bout des ailes,,. Elles sont connues comme traînées de détente.
Le tourbillon qu'on y retrouve concentre et piège cet air sursaturé en une sorte de tube qui rend brièvement visible cette condensation car les gouttelettes d'eau ont eu le temps d'y geler. Ces traînées sont rares et brèves car les cristaux de glaces sont rapidement sublimés en vapeur d'eau et l’humidité relative retombe sous 100 %. En effet, au contraire de ce qui se passe en sortie de réacteur ou de moteur, le taux de noyaux de congélation est très faible en bout d'aile car il ne dépend que de ceux de la masse d'air,,.

#### Traînées de moteur à pistons (oud'échappement et de détente)
En sortie de moteur à pistons, les gaz chauds et très humides, sont soumis à des phénomènes d'expansion/décompression quand ils sont pris dans le vortex de l'hélice et propulsés en arrière de l'avion. Si l'air est très humide et assez froid, ces gaz génèrent une traînée blanche, qui peut même prendre un aspect hélicoïdal. Cette trainée de condensation apparait quand la quantité d'humidité que peut contenir l'air est inférieure à celle ajoutée par les gaz d'échappement. Dès que l'air est en phase saturée, la vapeur se condense en microgouttelettes et éventuellement en cristaux de glace qui deviennent visibles,,. Selon les conditions de température et l'heure (jour nuit), ces traînées se dissipent en quelques dizaines de secondes, minutes ou dizaine de minutes ou contribuent à former ou alimenter des nuages. De tels phénomènes étaient observés lors de certains combats aériens lors de la Seconde Guerre mondiale.

#### Traînées de moteur à réaction (oud'échappement)
En sortie de réacteur, les gaz d’échappement sont très chauds, très humides, riches en micro et nanoparticules, et subissent une brutale expansion/décompression qui les refroidit brutalement,,. Chaque litre de carburant consommé produit environ un litre d'eau, qui va rapidement s'étendre en panache de vapeur, brutalement mise en contact avec l'air froid d'altitude.
Comme la quantité d'humidité que peut contenir l'air à ces altitudes est bien inférieure en général à celle venant du réacteur, l'air passe en phase saturée et la vapeur se condense alors en gouttelettes puis en cristaux de glace. Selon les conditions de température et l'heure (jour nuit), ces traînées peuvent se dissiper après seulement quelques dizaines de secondes ou minutes ou perdurer jusqu’à plusieurs heures puis former des cirrus qui persisteront éventuellement des dizaines d'heures. Elles sont connues également sous le nom de traînées d'échappement à cause de leur mode de formation.

### Autres facteurs

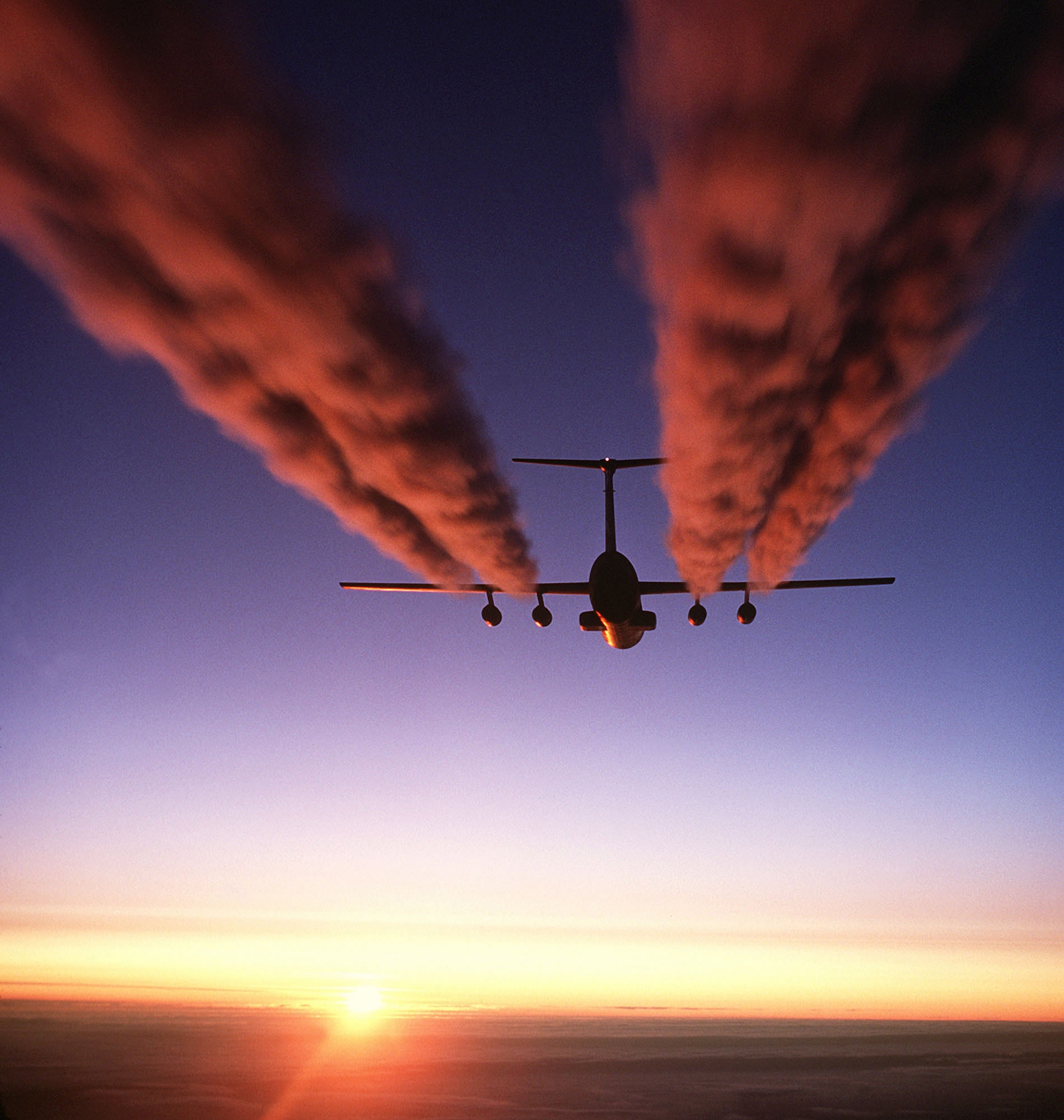
Condensation d'altitude en sortie de réacteurs.

Comme pour la formation des cirrus « normaux », d'autres facteurs contribuent à la formation de traînées de condensation (ou interagissent avec elles et entre eux), facteurs que les modèles commencent à prendre en compte  : 
- Le trafic aérien[37],[38] : il est estimé que depuis 1945, le trafic aérien mondial double tous les quinze ans (grâce à un taux de croissance annuel moyen d’environ 5 %) portant le nombre de passagers de 31 millions en 1950 à plus de 3 milliards en 2012. Le trafic a été multiplié par 100 de 1950 à 2000 et pourrait l'être par 6, si les tendances constatées se confirmaient, de 2000 à 2050.
- l’amélioration de l’efficacité des moteurs (2 % d’amélioration par an sont espérés) diminuera les émissions de gaz par passager transporté, mais pas la formation des contrails. Par contre des carburants de substitution produisant moins de suies, d’autres particules aurait un effet plus significatif (à condition qu’il ne soit pas gommé par une augmentation du trafic stimulé par ces économies de carburant) ; Ces améliorations n’empêcheraient pas une légère augmentation de la probabilité de formation de traînée sous les tropiques. Et si moins de suies dans les gaz de combustion diminuerait la profondeur optique et de la durée de vie des cirrus, leur forçage radiatif serait moins marqué que ce qu’annonçaient Burkhardt et al. (2018). Il serait au mieux diminué de 15 %, notamment par la forte augmentation du trafic aérien qui devrait aussi générer plus de vapeur d’eau et donc une abondance de cristaux de glace[36].
- Les rayonnements solaires ou cosmiques : aux altitudes où se forment les cirrus, deux types de rayonnements peuvent interférer avec la formation des nuages ; les rayons reçus du Soleil, et le rayonnement cosmique, assez énergétique pour être très ionisants, mais généralement en grande partie détourné de la Terre, par la magnétosphère et le vent solaire. À haute altitude, ces deux types de rayonnement (envoyés par le Soleil ou provenant du milieu interstellaire) sont moins filtrés par l’atmosphère (plus ténue) et par la couche d'ozone (pour les UV). Le flux de rayonnement reçu par la vapeur d'eau est à cette altitude bien plus important qu'au sol (notamment dans l'ultraviolet et l'infrarouge solaire direct).

Une partie de ce rayonnement peut ioniser l'air (ce sont aussi elles qui créent les aurores boréales), voire craquer des molécules d'eau, le dioxygène, le méthane, etc. Charles Thomson Rees Wilson, en étudiant la formation des nuages, a montré au siècle dernier dans la première chambre à brouillard, que ce type de rayonnement pouvait catalyser la condensation d'un gaz saturé en vapeur en microgouttelettes. Dans le cas des cirrus, une partie des gouttelettes gèle instantanément en cristaux de glace, pouvant à leur tour devenir des noyaux de nucléation de gouttelettes plus grosses finissant par former des cristaux plus gros et visibles.
Les images satellitales et les travaux de l'université de Leeds montrent que, sous les corridors aériens ou sous leur vent (d'altitude), certains jours, plus de 80 %, voire 100 % de la nébulosité du ciel est artificielle, dérivant de l'étalement des cirrus initiés par les trainées de condensation ou réalimentés par ces derniers ;
- Les aérosols particulaires minéraux d'altitude : les aérosols volcaniques fins (PM) issus des grandes éruptions volcaniques pourraient également interagir avec les cirrus et on suppose avec les traînées. De même pour certaines particules soulevées par les tempêtes (certaines tempêtes de sable exceptionnelles par exemple) ;
- la répartition géographique du flux d’avion, qui explique de fortes variations régionales dans la répartition des contrails, variations qui devraient s’exacerber d’ici 2050 [36] ;
- l’altitude de vol des avions (à basse altitude ils ne génèrent pas de traînées, mais polluent néanmoins et seraient sources d’une pollution sonore constante. Par ailleurs le nombre d’avions grandissant, par sécurité il est prévu pour eux des altitudes de vol un peu plus élevées, ce qui selon les modèles augmentera le risque de formation de cirrus réchauffant l’atmosphère [36] ;
- le changement climatique ; un faible réchauffement n’est pas supposé modifier la formation des cirrus par ce que ne modifiant pas ou peu les températures de la stratosphère et son hygrométrie, mais le pire scénario du GIEC (RCP8.5) pourrait lui conduire à amoindrir la présence des cirrus[36]. Cependant si les avions volent plus haut parce que beaucoup plus nombreux en 2050 (ce qui est prévu) ils consommeront proportionnellement plus de carburant et des cirrus pourraient se former plus haut.

## Évolution des traînées

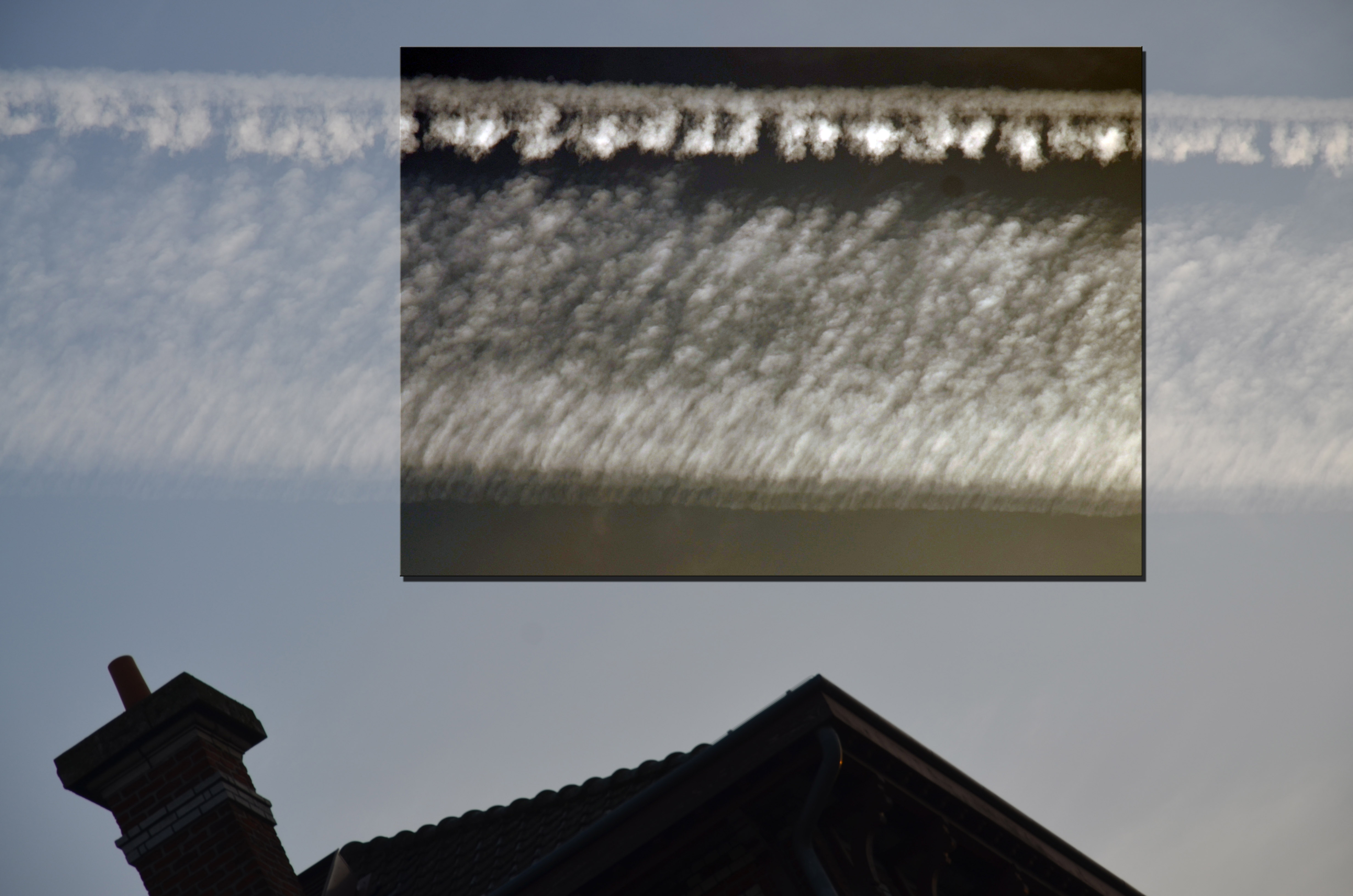
Selon l'altitude, la température de l'air, les vents, les traînées disparaissent ou évoluent différemment (ici, le contraste de la photo a été augmenté dans le rectangle pour rendre le phénomène plus visible).

Les traînées de condensation produites par les réacteurs sont beaucoup plus durables et communes que celles produites par les vortex au bout des ailes, car elles sont induites par une addition significative d’humidité absolue. Selon les conditions de pression, température, vent, etc., elles peuvent,, :
- évoluer progressivement en nuage d’altitude plus ou moins épais, large et durable. Ce type de nuages, qualifié d'Homomutatus, dérive selon les vents d’altitude et conserve souvent durant plusieurs heures la forme et la direction de la traînée. Ces cirrus artificiels persistants peuvent même s’installer pendant des jours ou des semaines ;
- conserver une forme rectiligne, se casser ou même prendre une forme de zigzag avant de disparaître ;
- se dissoudre rapidement par évaporation/sublimation et/ou dispersion, en devenant invisible à nos yeux. Parfois seule une partie de la traînée ne se forme pas ou disparaît précocement, en raison d’un courant aérien qui la disperse localement ou de l’ombre portée d’un nuage situé entre le soleil et ce point (un tel phénomène est visible en haut à gauche de la photo ci-contre).

## Formation d'autres traînées (invisibles) dans la troposphère
Un phénomène rappelant celui des traînées d’avion existe - pour d’autres raisons - à une altitude beaucoup plus basse, dans la troposphère.
- Indétectable dans le spectre visible, il est clairement perceptible dans l’infrarouge par les satellites[réf. nécessaire].
- Ces traînées sont produites par la formation d'aérosols de microgouttelettes, qui – à cette altitude – ne gèlent pas, à partir des émissions de cheminées de navires. On les attribue essentiellement à l'effet de nucléation de l'eau-vapeur induite par le soufre relargué par le fioul lourd brûlé par les chaudières de navires. Ce soufre joue le rôle d'un catalyseur en constituant un noyau facilitant la nucléation de microgouttelettes d’eau.
- Il est possible (à confirmer) que la réverbération du soleil et en particulier d'une partie des UV sur l’eau ait une importance dans le phénomène en augmentant l’énergie disponible (que nous percevons par exemple sous la forme des coups de soleil) on constate par exemple que les pics d'ozone sont souvent beaucoup plus importants au-dessus de la mer ou en bordure de mer.
- Le fait que ces « traînées » soient nettement visibles dans l'infrarouge signifie qu’une partie du rayonnement calorique solaire est renvoyé en direction de l’espace. Localement, le phénomène contribue donc, comme les « contrails » d’altitude, à légèrement refroidir l’air ambiant, mais bien moindrement sans doute que dans le cas des avions. Mais il faut aussi tenir compte que chacun de ces panaches est aussi le témoin d'une émission importante de gaz à effet de serre (NOx[39], CO, HC, CO2).

## Effets sur la couche d'ozone
Les NOx émis dans l'atmosphère par les réacteurs (et par la foudre ) interfèrent négativement avec l'ozone stratosphérique, qu'il s'agisse d'ozone naturel ou induit par les émissions des avions et ce, de manière saisonnière et via la photochimie de l'atmosphère, en perturbant l'état d'équilibre de la haute troposphère. Selon une étude publiée en 1998, « au-delà d’un ratio critique de mélange de NOx d’environ 0,3 ppbv, des NOx supplémentaires émis par les aéronefs peuvent en fait réduire la production nette d’ozone, alors qu’au-dessous de cette valeur, il existe une augmentation communément acceptée de la production d’ozone ». Les modèles 2D tendaient à sous-estimer les valeurs de fond des NOx dans la troposphère libre, et par suite à surestimer l'augmentation de l'ozone induite par les avions subsoniques. On montre à la fin des années 1990 que la convection (très importante en été aux latitudes moyennes et toute l'année aux latitudes chaudes) pourrait faire passer le rapport de mélange des NOx au-dessus du niveau critique de 0,3 ppbv et dégrader la couche d'ozone en zone polaire nord si l'aviation s'y développe.
Dans l'hémisphère sud, les avions sont bien moins nombreux, mais la calotte glaciaire est plus vaste qu'au nord et climatiquement plus isolée, ce qui rend la zone beaucoup plus froide. Les données satellitaires de la NASA utilisées pour la recherche sur la haute atmosphère, ont montré [réf. nécessaire] que les nuages stratosphériques de l'Antarctique avaient une durée de vie deux fois plus longue que ceux situés au-dessus de l'Arctique où les couches d'air sont plus mélangées et moins froides. En refroidissant les couches de l'atmosphère où l'ultraviolet produit la couche d'ozone, les traînées d'avion peuvent exacerber les réactions chimiques de destruction de l'ozone.
En hiver dans l'hémisphère nord, l'aviation contribuerait à augmenter le « mauvais » ozone troposphérique d'environ 3 %, avec peu d'effet sur l'ozone stratosphérique. Une modélisation prospective a estimé que pour 500 vols de transports supersoniques commerciaux en 2015 (à une altitude de vol 18–21 km, une vitesse de croisière de Mach 2,4 avec un indice d'émission de 15 g de NO2 par kilogramme de kérozène brûlé), l'ozone diminuerait de 3 % dans la basse stratosphère polaire conduisant à une diminution de près de 1,5 % de l'ozone dans la colonne atmosphérique.

## Effets sur le climat
Les traînées de condensation influent sur le climat en perturbant deux constituants-clé de l'atmosphère : l'ozone (gaz à effet de serre dont « le potentiel de forçage radiatif de ses perturbations dans la haute troposphère est aussi fort que celui du gaz carbonique ») et la vapeur d'eau (autre gaz à effet de serre). Ces deux gaz jouent à cette altitude un rôle majeur. Si l'ozone troposphérique commence à être bien suivi, on connait encore très mal (via des outils récents tels que Mopitt (pour le CO), Advanced Composition Explorer et Iasi pour l’O3 et le COx) les flux et échanges verticaux d'ozone entre les hautes et basses couches (c'est-à-dire entre troposphère et stratosphère).

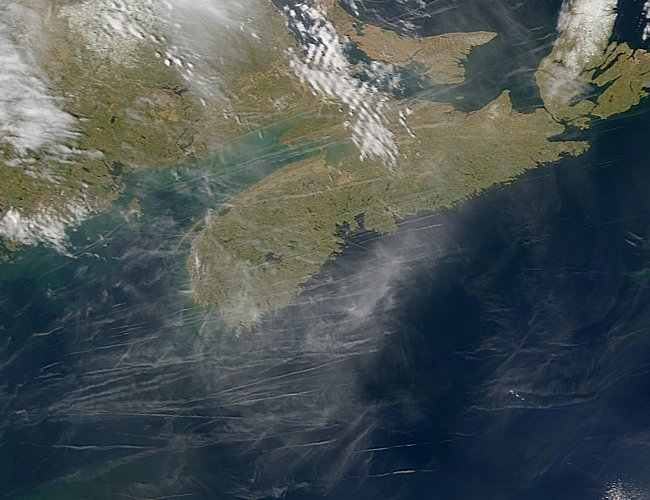
Traînées de condensation au-dessus de la Nouvelle-Écosse, vues de satellite.

En termes de forçage radiatif, les avions ont deux grands impacts connus, opposés, sur le climat régional et planétaire, pour partie contradictoires, :
- en émettant du CO2 et de la vapeur d'eau (deux gaz à effet de serre), ils contribuent à moyen et long terme au réchauffement global[44] ;
- par l'émission d'aérosols et la formation de traînées de condensation qui se transforment en larges cirrus augmentant l'albédo de l'atmosphère, ils contribuent à court terme (surtout dans l'hémisphère nord, et notamment en Europe[48] où les vols sont très nombreux) à un refroidissement le jour et à un réchauffement la nuit, mais en termes de bilan global, l'effet réchauffant serait nettement dominant sur l'effet « rafraîchissant[18] ».

Les sciences du climat et de l'atmosphère cherchent à mieux quantifier la part respective de ces deux phénomènes, dont en Europe de l'Ouest, qui selon les images satellitaires est l'une des zones les plus touchées au monde. À court terme les impacts précoces, visibles et les plus importants de l'aviation sont les traînées de condensation, et l'induction des cirrus qu'elles provoquent.
Les émissions des avions semblent aussi perturber l’équilibre photochimique atmosphérique, encore mal compris à cette altitude, mais qui est a priori fortement couplé au climat global. Enfin, l'eau et l'ozone sont aussi deux précurseurs des radicaux hydroxyles qui affectent la chimie de la troposphère, et le cycle de plusieurs autres gaz trace naturels et anthropiques.

### Impact diurne/nocturne

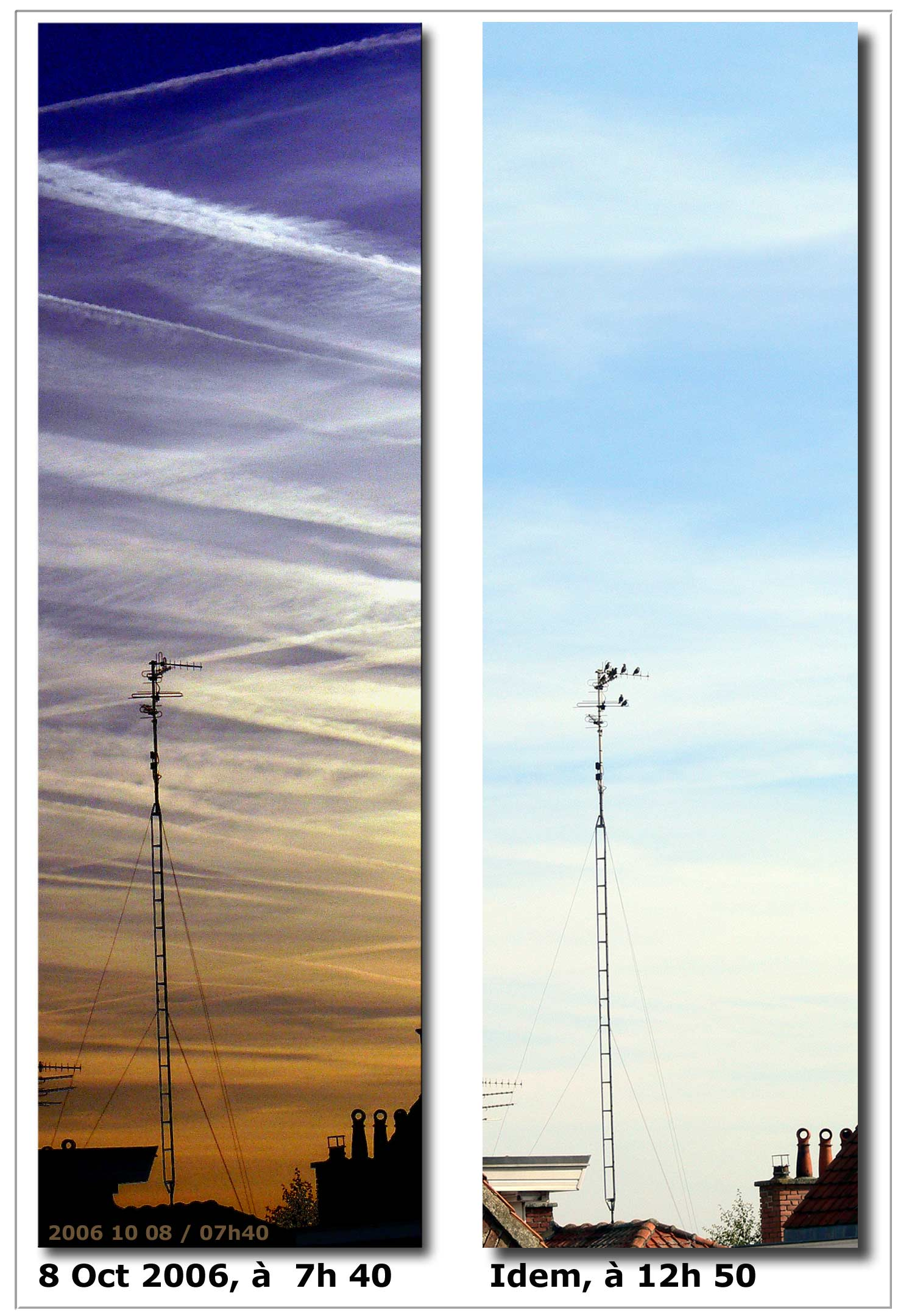
Traînées au soleil levant et évolution (Lille, 8 octobre 2006).

Il existe un facteur jour/nuit déterminant. En effet, la vapeur d’eau est un puissant gaz à effet de serre (dont le coefficient est plus élevé que celui du CO2), mais cette vapeur d'eau a un impact tout à fait différent en matière de réchauffement selon sa forme :
- forme condensée dans l'air, notamment sous forme de nuages, reflétant le rayonnement solaire ;
- vapeur d'eau, invisible à nos yeux, mais faisant barrage à une partie des infrarouges.

#### Vols de jour
Les traînées de condensation des avions volant sous le soleil blanchissent et/ou réfléchissent une partie de l’énergie solaire thermique en la renvoyant vers l’espace avant qu'elle n'ait eu le temps de réchauffer le sol ou les masses d'air. Ce phénomène tend à refroidir la basse atmosphère. L'albédo est ici le phénomène déterminant.

#### Vols de nuit
La vapeur d'eau et les nuages causés par ces traînées s’opposent au refroidissement en réfléchissant les infrarouges émis par le sol vers ce dernier. Ceci diminue le refroidissement nocturne d'un ciel autrement dégagé et accroît donc le réchauffement en piégeant la chaleur rayonnée par le sol dans les basses couches de l’atmosphère, comme une couverture garde la chaleur du dormeur.

### Fréquence et aspects saisonnier

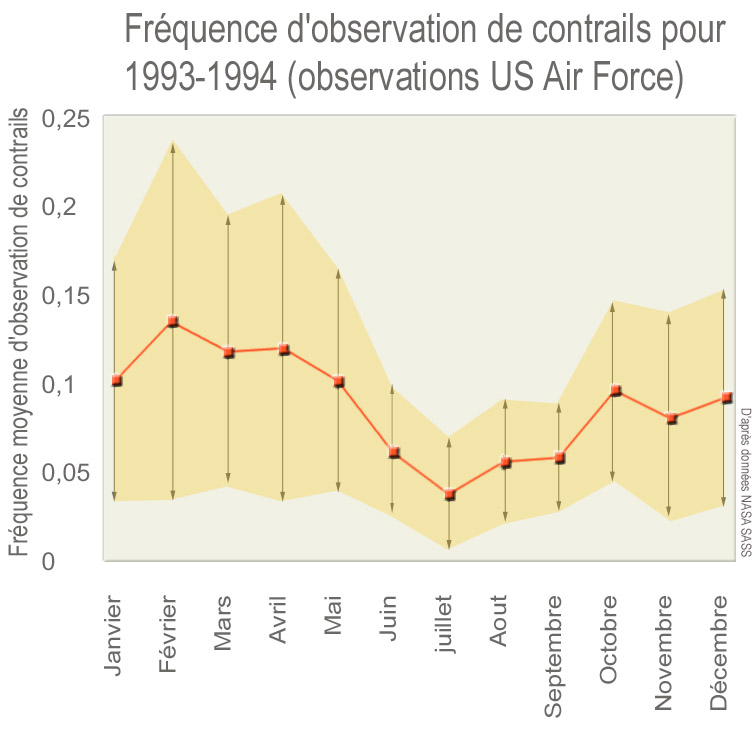
Saisonnalité des observations de contrails, au-dessus de Langley aux États-Unis, en 1994-1995. Les traînées sont plus fréquemment observées du sol en fin d'hiver et début de printemps.

Le phénomène est observable par tout le monde, bien que les couches nuageuses basses cachent une partie des traînées de condensation. Comme le montre un observatoire photographique néerlandais des traînées dans les années 2007 à 2010, les traînées sont devenues omniprésentes dans l'hémisphère nord, observables presque tous les jours, dans tout ou partie du ciel au-dessus de l'Europe.
Le transport aérien est celui qui connaît la plus forte croissance mondiale, devant l’automobile. S'il n'émettait à la fin des années 1990 que 3 % environ des gaz à effet de serre [réf. nécessaire], les données scientifiques disponibles montrent que son effet en termes de bilan radiatif est proportionnellement nettement plus important. En effet, c'est en moyenne, l'effet des grandes longueurs d'onde qui domine le bilan de forçage radiatif des traînées d'avion, qui fait que l'effet réchauffant l'emporte sur l'effet refroidissant, .
Dans les années 1990, la NASA et l'US Air Force notaient déjà une fréquence plus élevés des traînées en fin d'hiver et début de printemps selon le graphique ci-contre. Cinq ans plus tard, au début des années 2000, Nicola Stuber montrait que les vols de nuit (6 h du soir - 6 h du matin) effectués en Grande-Bretagne en saison froide (durant les seuls trois mois de décembre, janvier et février) contribuent pour environ 50 % au réchauffement alors qu'ils comptent pour moins d’un quart (22 %) du trafic annuel.

### Recherche

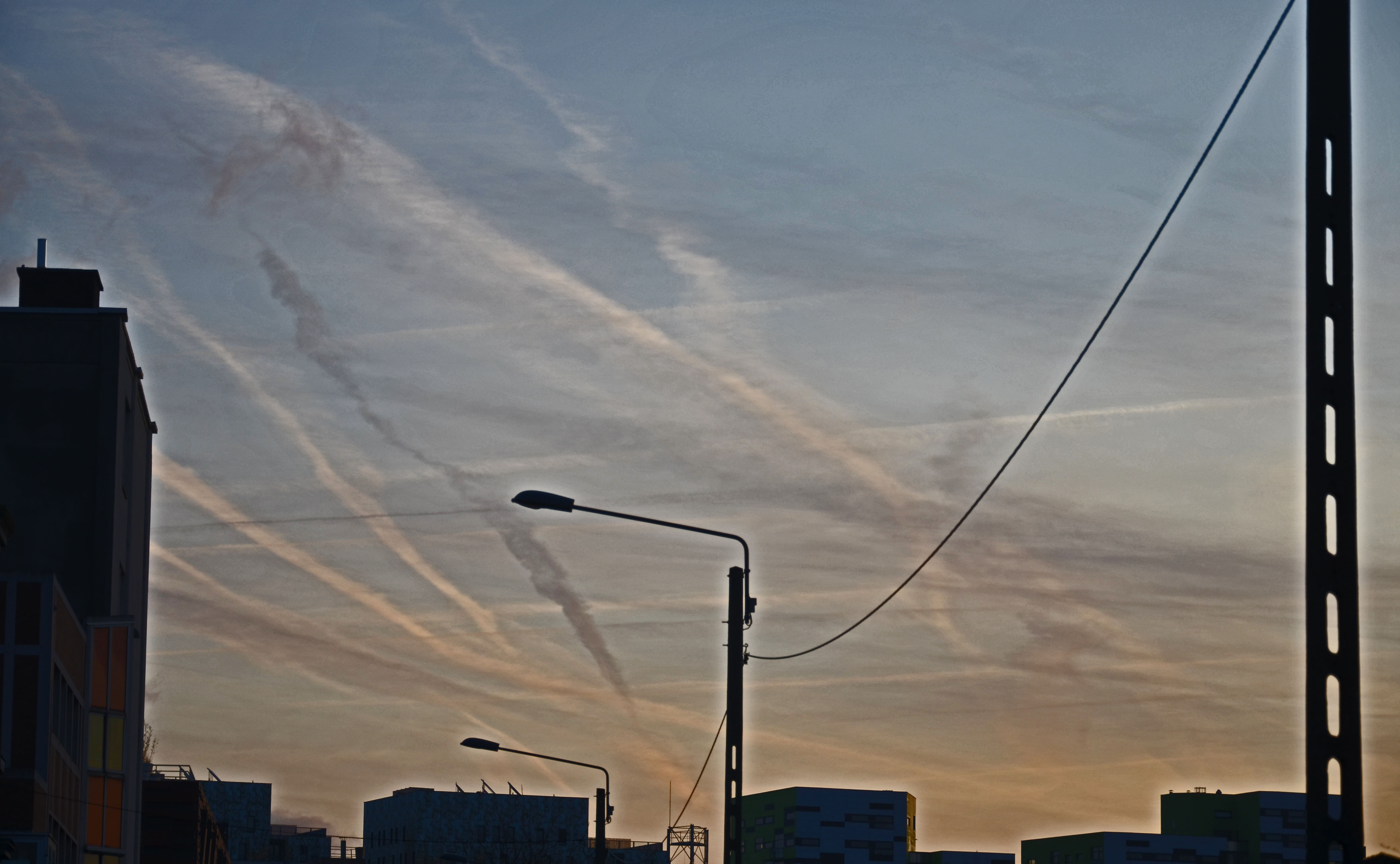
Ces condensats contiennent du, du CO, des oxydes d'azote, de faibles quantités résidus de kérosène et de métaux (additifs des carburants, usure des tuyères…). Ils naissent dans une atmosphère très froide mais soumise à un flux intense de photons plus énergétiques que dans les basses couches de l'air protégées par l'ozone. La photochimie de ces couches est mal comprise, de même que les phénomènes de catalyse ou photocatalyse qui pourraient être impliqués.

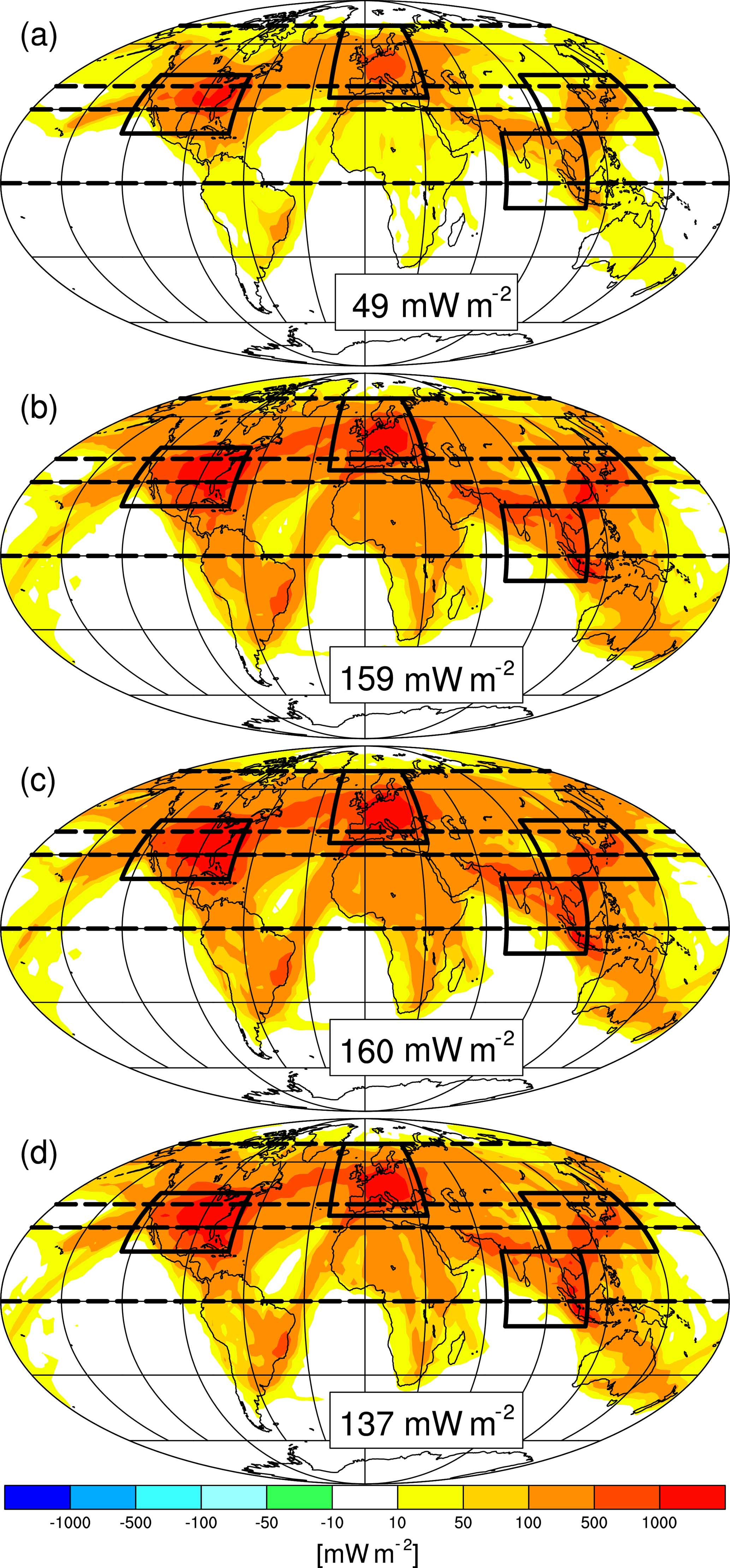
Forçage radiatif dans 4 scénarios (les 4 régions du monde où il y a le plus d’avions en vol et donc de traînées sont encadrées.) :
a) situation en 2006 ;
b) simulation pour 2050 avec l’augmentation de trafic prévue par l’AEDT ;
c) même simulation mais en tenant compte du réchauffement global en 2050 ;
d) scénario où l'efficacité du carburant et de la propulsion se sont fortement améliorées et où de nouveaux carburants ont réduit de moitié les émissions de suies, avec une légère augmentation des rejets d’eau.

Le premier signalement connu de traînée de condensation remonte à 1915, dans le Tyrol du Sud. Cependant, on n'a pris conscience de l'ampleur physique de leurs impacts que dans les années 1990 ; après que des scientifiques de la NASA en 1998 eurent par exemple montré que des traînées de condensation produites sur la côte pacifique des États-Unis pouvaient s'étaler et fusionner pour produire un cirrus couvrant 3 600 km2. Des photographies satellite ont ensuite dévoilé des traînées de condensation produites par l'aviation commerciale au-dessus de la Nouvelle-Angleterre (formant un nuage qui a atteint 34 000 km2).
Une première étude sur leur mécanisme de formation est publiée en 1953 par la société américaine de météorologie.
En 1993, un programme cofinancé par la Commission européenne, dit « Mozaic » (1993-2008) associant cinq avions longs-courriers en service commercial, a commencé à mesurer les taux d'ozone, de vapeur d'eau, de monoxyde de carbone et d'oxydes d'azote, pour produire un début de base de données utile pour évaluer les processus photophycochimiques atmosphériques en jeu à échelle de l'atmosphère planétaire et pour le climat et la qualité de l'air de la couche HTBS (interface Haute troposphère-basse stratosphère), mal observée par les réseaux de sondage classiques et par les moyens satellitaires ; En 1993 on a commencé à mesurer l'ozone (O3) et l'humidité relative (H2O) puis en 2001, le monoxyde de carbone (CO). Un des cinq avions a été équipé d'un analyseur d'oxydes d'azote (NOx). En 2004, le suivi est poursuivi par l'Institut national des sciences de l'univers - CNRS (Insu-CNRS), l'Observatoire Midi-Pyrénées, Météo-France et le FZJ (Forschungszentrum Jülich) allemand. En 2008, seuls trois des cinq avions Mozaic volaient encore (deux pour la Lufthansa et un pour Air Namibia) (28 000 vols de 1994 à 2008). Un projet complémentaire, « Lagos », « répare les bases d'une infrastructure distribuée pour l'observation globale de la composition chimique, des aérosols, des nuages et des traînées de condensation à partir d'avions commerciaux en service ». Il faut cependant attendre 1998 pour qu’une première évaluation européenne des effets des contrails soit publiée.
En 2000, le programme PARTEMIS vise à mieux comprendre l'effet de l'état du réacteur sur l'éjection de particules et d'aérosols et leur devenir et transformations dans l'atmosphère. Il a été initié pour aider les constructeurs à produire des réacteurs plus efficaces et moins nocifs pour le climat. Le projet inclut le développement de modèles mathématiques des processus physiques et chimiques et des méthodes de prévision des impacts météorologiques.
En 2001, un autre programme européen, CYPRESS (dans le cadre de CORDIS), sur la base des prédictions et de l'évolution probable de la conception de turbines de réacteurs (pour une période de 17-20 ans), cherche à modéliser (avec les grands fabricants de turbines) les émissions de polluants que ces moteurs induiront, notamment les relations entre CO2 et NOx évoquées par le rapport du GIEC.
De son côté, le ministère britannique des Transports a financé l'Université de Reading avec la Direction de la météorologie, puis avec l'Université de Leeds. Il s'agissait notamment de mieux comprendre, grâce à des ballons sondes équipés de capteurs météorologiques, la température, la chimie et la météorologie de la haute atmosphère, pour mieux prédire les phénomènes de production de traînées persistantes, avec une étude plus détaillée au-dessus du Sud-Est de l'Angleterre. À partir de ces données, les universitaires tentent d'estimer plus précisément l'impact global de l'aviation en termes de forçage radiatif. Pour cela, ils ont utilisé des données collectées directement lors de vols aériens. Mais ils ont aussi dû mettre à jour les bases de données d'émissions (c'est l'objet du Projet AERO2K (Global aircraft emissions data project for climate impacts evaluation) qui est parti du fait qu'au début des années 2000, les bases de données mondiales d'émissions n'étaient renseignées qu'avec environ dix ans de retard et ne pouvaient répondre aux besoins des scientifiques et des décideurs.
Ces travaux ont notamment montré qu'au-dessus du Sud-Est de l'Angleterre, les vols de nuit, qui ne représentent qu'un quart des vols quotidiens, contribuent pour 60 à 80 % au forçage radiatif des traînées de condensation et que les vols hivernaux (22 % du trafic), alors que les hautes couches sont froides et la convection de mi-altitude faible, représentent la moitié du forçage. Une des premières conclusions de ces travaux est qu'une concentration des vols sur la journée pourrait réduire l'impact climatique de l'aviation,.
Le programme AERO2K a pour objet de produire une base de données à jour pour aider les décideurs à mieux évaluer l'impact climatique des avions, en produisant un inventaire mondial en 4D de la consommation de kérosène et des émissions induites de polluants gazeux (NOx, CO, HC, CO2) et particulaires pertinents pour évaluer l'impact des avions sur la haute atmosphère. Ces paramètres devaient être issus du trafic civil et militaire, et la partie système d'information géographique atteindre une résolution spatiale de 1° latitude/longitude pour 0,5 km de colonne d'atmosphère. La résolution temporelle la plus fine serait l'heure. Le projet incluait une prospective à 25 ans, exploitant les dernières techniques de prévision utilisées par l'industrie (Airbus notamment, par les gouvernements et pour la gestion du trafic aérien[pas clair]). Une originalité du projet était d'associer des experts en sciences et technologies à des décideurs politiques et à des représentants de l'industrie aéronautique. Ce programme a été complété par le programme NEPAIR, qui cherche à établir un indicateur synthétique des impacts de l'aviation.
Le Groupe d'experts intergouvernemental sur l'évolution du climat (GIEC) a de son côté consacré en 1999 un rapport scientifique complet au phénomène des nuages artificiels produits par les traînées d’avion). Ce phénomène est clairement à considérer comme faisant partie des sources de modifications anthropiques du climat, mais selon deux modes qui rendent sa quantification complexe. Un des moyens pour éliminer cet effet serait d’abaisser l’altitude des vols, ce qui entraînerait moins de formation de traînées car l'air peut contenir plus d'humidité à plus basse altitude et la dispersion par les vents y serait plus rapide. Cependant, cela impliquerait une diminution de la capacité de l’espace aérien et l’augmentation des émissions de CO2 causée par une activité aérienne moins efficiente,. Une amélioration de l'efficience des motorisations permettrait aussi de légèrement diminuer cette contribution au réchauffement.
En 2012 en France, l'Office national d'études et de recherches aérospatiales (ONERA) invite le laboratoire de physique et de métrologie des aérosols de l'IRSN dans le projet Mermose (Mesure de la réactivité des émissions de moteurs aéronautiques) financé dans le cadre du Grand emprunt. Il s'agit de mieux comprendre la contribution du transport aérien au changement climatique par les interactions entre eau et croissance de la glace à la surface des particules émises par les avions. Ce laboratoire maîtrisait déjà la métrologie des particules carbonées en cas d’incendies dans une installation nucléaire, et il doit ainsi renforcer sa compétence en matière de condensation de vapeur sur des particules de suies en cas d'accident nucléaire.

## Tendances et prospective
Depuis l'apparition des avions à réaction, la part du ciel occupée par des traînées d'avion augmente, fortement depuis les années 1990. Le GIEC le juge alors préoccupant notamment car la contribution de l'aviation à l'effet de serre ne cesse d'augmenter (elle serait passée de 3 % environ à 5 % d'augmentation par an en quelques années) alors que les liaisons aériennes internationales n'ont pas été prises en compte par le traité de Kyoto.
Dans les années 1990, des scénarios de forçage radiatif (à vocation d'état des lieux et prospective) cherchent à intégrer les effets climatiques des traînées de condensation, par la NASA et le GIEC. Selon ce travail, en 1992, l'apport global de l'aviation était de 0,05 W/m2, soit 3,5 % du total forçage radiatif anthropique (+1,4 W/m2 mesurée par rapport à l'atmosphère pré-industrielle, pour les gaz à effet de serre et des aérosols combinés, et de +2,7 W/m2 pour les gaz à effet de serre seul).
Pour les avions la part estimée du CO2 était la plus importante (+0,018 W/m2, suivie des NOx (+0,023 W/m2, via ses impacts sur l'ozone) et par le méthane (+0,014 W/m2, par l'intermédiaire des changements indirects des taux méthane). La NASA estime alors que le bilan du forçage causé par les traînées d'avion était d'environ +0,02 W/m2 alors que la vapeur d'eau stratosphérique, en tant que gaz à effet de serre, ne comptait que pour dix fois moins (0,002 W/m2), devant les aérosols sulfatés (effet direct), les aérosols carbonés (+0,003 W/m2) et les suies (+0,003 W/m2). La NASA juge aussi que les cirrus artificiels peuvent aussi contribuer au forçage radiatif (de 0 à 0,04 W/m2 selon le facteur d'incertitude alors retenu).
En 2011 (après que dans les années 2000-2010 jusqu'à 10 % du ciel couvrant l'Europe centrale soit déjà blanchi par ces cirrus), des chercheurs allemands publient un premier calcul de l'effet des traînées d'avion sur le bilan radiatif de la terre (via un modèle climatologique local et global intégrant ces condensations artificielles de nuages) : ces traînées réchaufferaient la planète d'environ 30 milliwatts par mètre carré, soit deux fois plus que la contribution des avions au réchauffement par leurs seules émissions de CO2, (sachant qu'en 2010, les émissions provenant de l'aviation représentaient environ 3 % du total annuel des émissions de CO2 provenant des carburants fossiles).
Ce forçage radiatif par les cirrus de traînée est environ neuf fois plus intense que celui des traînées ne formant qu'une ligne sans se transformer en cirrus. Ces cirrus modifient la nébulosité naturelle en blanchissant le ciel, ce qui ne compense cependant que partiellement leur effet réchauffant : Le forçage radiatif net dû à ces cirrus est le composant de forçage radiatif lié à l'aviation le plus important.
Les auteurs plaident pour qu'il soit désormais inclus dans les études sur l'impact de l'aviation sur le climat, et dans les recherches d'options d'atténuation appropriées. Certains espèrent qu'un moteur condensant une partie de la vapeur d'eau avant qu'elle ne soit envoyée dans l'atmosphère puisse limiter ce phénomène sans générer d'autres problèmes.
Les premiers grands scénarios prospectifs (2015-2050) datent de cette époque. La NASA juge que la croissance de la flotte subsonique des années 2000 à 2015 — selon les données disponibles à l'époque — pourrait conduire à un forçage de +0,11 W/m2 vers 2015 (environ 5 % du forçage radiatif anthropique total prévu pour cette période).
Malgré des progrès en matière de connaissance, en 2010 on manque encore d'un cadastre mondial des émissions assez précis pour évaluer quantitativement et qualitativement les impacts des traînées émises par les avions civils et militaires. Faut-il diminuer les vols de nuits, et les décollages en hiver pour mieux respecter la convention de Rio sur les modifications climatiques ? C'est une question posée dans la revue Nature en 2006. En 2016, une étude  (sur la base de quatre scénarios d'émissions par l'aviation entre 2006 et 2050) conclut que le facteur radiatif des cirrus pourrait augmenter, et atteindre jusqu'à 87 mW/m2.
En 2019, une suite à l'étude de 2011 est publiée par ses auteurs, après qu'une catégorisation plus fine des nuages ait été construite, et après qu'un modèle atmosphérique ait été affiné pour mieux prendre en compte les cirrus plus précis que les précédents (et différenciant les facteurs d'apparition et les effets des nuages naturels et des traînées sur l'atmosphère). Cette étude utilise un modèle de nucléation des contrails différent de celui utilisé par Chen et Gettelman en 2016. Pour la modélisation des évolutions futures, 2006 devient l'année de référence, car on dispose depuis cette date de données aéronautiques précises à échelle planétaire. L'étude a modélisé l'impact de la couverture mondiale en traînées d'avion jusqu'en 2050, en intégrant les prospectives de trafic aérien et d'émissions futures. Conclusion : les calculs antérieurs ont sous-estimé l'effet réchauffant de ces traînées de condensation sur le climat, qui dépasse nettement leur effet rafraichissant. Et il devrait tripler entre 2006 et 2050 (même en tenant compte des progrès prévus de la motorisation, car les estimations prospectives prévoient un quadruplement du trafic aérien d'ici 2050). Le forçage radiatif des cirrus passerait alors de 49 à 159 mW/m2 entre 2006 et 2050 s'il est calculé à partir du nombre de km parcouru projeté au sol. Or à cause du trafic aérien croissant, il faut s'attendre à un « léger déplacement du trafic aérien vers les altitudes plus élevées ». Les calculs refaits en tenant compte des trajets obliques (en 3D, plus proche de la réalité) concluent alors un forçage radiatif encore plus important : 180 mW/m2 (plutôt que 159) .. Selon les modèles disponibles en 2019, les changements d'altitudes de vol et du nombre d'avion devraient d'ici 2050 un peu atténuer l'augmentation de l'effet réchauffant des cirrus aux latitudes moyennes (zones tempérées) mais le renforcer en zones tropicales. L'Asie de l'Est sera sans doute la plus touchée au monde .
Les liens entre nébulosité et réchauffement climatique des mers et de la surface terrestre sont complexes, et encore mal compris mais on sait que des taux élevés d'aérosols riches en suies se traduiront par des cirrus artificiels (« contrails ») plus nombreux et plus durables, affectant la météorologie des basses couches de l'atmosphère et la température au sol. Ulrike Burkhardt alerte sur le fait que même en imaginant une réduction de 90 % des émissions de suies grâce à des carburants aéronautiques plus propres, on ne pourra pas ramener l'impact des traînées d'avion à un niveau comparable à la situation de 2006. Il suggère en outre que le scénario tendanciel (et le plus probable) est que le taux de suies injectés dans l'atmosphère par les avions va encore augmenter, ainsi que les nuages artificiels (cirrus) car outre que les kérosènes ne sont toujours pas taxés, la plupart des réglementations de l'aviation, tout comme les plans de lutte contre la pollution - pour ce qui a trait aux impacts climatiques des avions - ne concernent que les émissions de CO2. Ainsi l'Accord de Paris fixe des objectifs d'émissions maximales de CO2, et le programme CORSIA ( « Carbon Offsetting and Reduction Scheme for International Aviation » ou "Programme de compensation et de réduction de carbone pour l'aviation internationale" ) engage l'aviation à évoluer à partir de 2020 vers la neutralité carbone, et imposent des déclarations annuelles ; mais ils ne disent rien de l'impact des contrails sur le climat ,.
Selon Andrew Gettelman, physicien des nuages au Centre national de recherche sur l'atmosphère (Boulder, Colorado), les cirrus artificiels ont un effet réchauffant encore assez faible comparé aux énormes quantités de CO2 émises par les sociétés humaines « mais, il reste important que le secteur de l'aviation comprenne la science et élimine leur impact »,.
Le transport aérien engendre un réchauffement net de l'atmosphère. En 2018, son forçage radiatif effectif (ERF) net était estimé à +100,9 mW/m2, dont 57,4 mW/m2 (57 %) pour les traînées de condensation, 34,3 mW/m2 (34 %) pour le CO2 accumulé depuis les débuts de l'aviation et 17,5 mW/m2 (17 %) pour les dérivés des NOx. Le transport aérien était ainsi responsable en 2018 de 3,8 % du réchauffement climatique anthropique depuis le début de l’ère industrielle. Sur la période 2000–2018, sa part est plus importante (4,8 %).

## Pistes de solutions et leurs limites
Depuis les années 2000, l'industrie cherche à produire des moteurs qui rejettent moins de noyaux de condensation, comme les particules de suie, ou à exploiter d'autres solutions techniques,,,.
Les traînées de condensation n'apparaissant que dans des conditions précises d'insolation et de température : leur formation pourrait être réduite en redirigeant certains vols en fonction de la météo et de l’heure, en contrepartie d'une consommation plus importante de kérosène. En 2023, American Airlines et Google publient des résultats montrant une réduction moyenne de 54 % des traînées de condensation lors de tests menés sur 70 avions utilisant des trajectoires optimisées, associée à une augmentation de seulement 2 % de la consommation de kérosène.
Depuis juillet 2023, un projet du programme SESAR nommé CONCERTO (dynamicC cOllaboration to geNeralize eCo-friEndly tRajecTOries) et porté par Thales a pour but (dans sa solution no 2) d'identifier les zones de formation des traînées de condensation et de proposer des trajectoires d'évitement aux pilotes des avions.
D'autres carburants émettant moins de particules pourraient être utilisés, tels que les agrocarburants ou biocarburants ou l'hydrogène.
Si le trafic aérien augmente encore, « même cela pourrait ne pas suffire », alertent les auteurs d'une étude de 2019 qui incluait un scénario alternatif pour 2050, imaginant des avions émettant 50 % de particules et suies en moins. Cette diminution n'amoindrirait que de 15 % l’effet réchauffant des cirrus artificiels créés par les avions.

## Nuisance supplémentaire

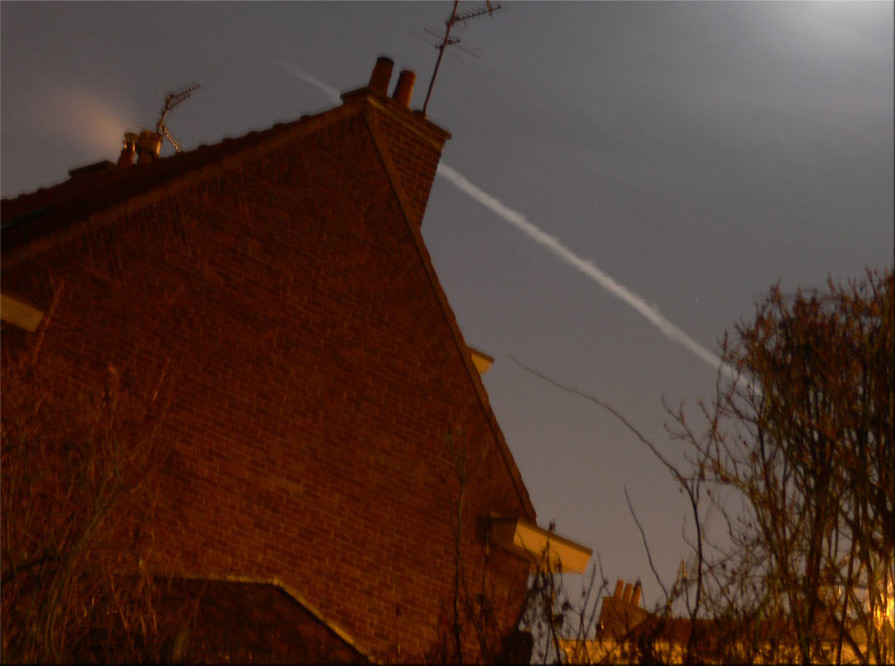
Traînée nocturne ; 14 janvier 2006 par nuit de pleine lune, froide, claire et sans vent, dans la banlieue lilloise (pose de 15 secondes).

Les nuits de pleine lune, des traînées sont maintenant visibles alors que par nuit noire elles le sont très rarement, en tous cas pour les longueurs d'onde perçues pour l'œil humain. Elles peuvent gêner l'observation astronomique. Ces phénomènes sont généralement classés comme « nuisances lumineuses » pour l'astronomie, plutôt que comme pollution lumineuse.

## Effets d'un arrêt du trafic aérien
Deux cas se sont présentés depuis l'apparition de l'aviation commerciale :
- un arrêt de la circulation aérienne à la suite des attentats du 11 septembre 2001 ;
- un arrêt de quelques jours dans l'hémisphère nord au-dessus de l'Europe à la suite de l'éruption d'un volcan islandais (avril 2010).

### Cas du 11 septembre
C'est un des moyens de vérifier l'hypothèse que dans les régions à fort trafic aérien (telles que les États-Unis), les traînées de condensation pouvaient avoir un impact visible sur le climat en augmentant l'albédo de la Terre : réduction de l'apport solaire diurne ainsi que des déperditions de chaleur nocturne,.
Les trois jours d'interdiction de survol des États-Unis à la suite des attentats du 11 septembre 2001 ont permis à Davis Travis (université du Wisconsin) de constater une anomalie de température de plus d'un degré Celsius, de l'amplitude thermique d'une journée (écart entre la température la plus haute, le jour, et la plus basse, la nuit). Les mesures et les modèles ont montré que, sans traînée de condensation, l'amplitude des températures entre le jour et la nuit était d'environ 1 degré[Combien ?] plus élevée que lors de la période précédente. Cet écart est significatif. En effet, même si la température varie fortement d'un jour à l'autre, rendant le recueil de données peu significatif, l'amplitude jour/nuit, pour sa part, est un facteur beaucoup moins variable d'un jour à l'autre.

### Éruption du volcan islandais Eyjafjöll
Les répercussions de l'éruption de l'Eyjafjöll en avril 2010 sur le trafic aérien entraînent une disparition des traînées de condensation dans une bonne partie du ciel européen. En Angleterre, en Allemagne et en France on constate n'avoir pas vu un tel ciel bleu exempt de traînées depuis des années,,. Le 21 avril, un retour à la « normale » est constaté dans le ciel européen.

## Traînée de dissipation

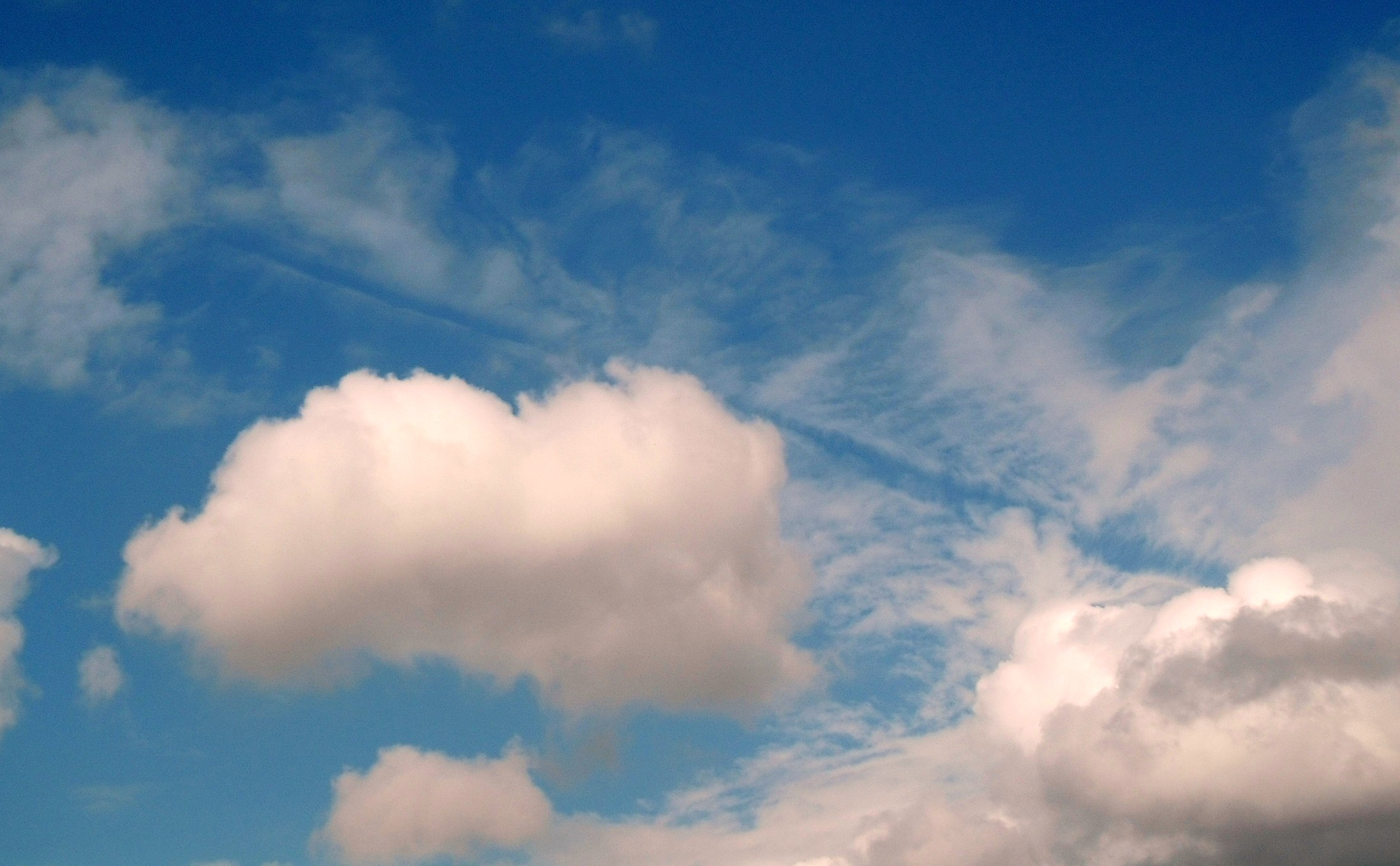
Traînée de dissipation le 22 novembre 2012 au-dessus de Hong Kong.

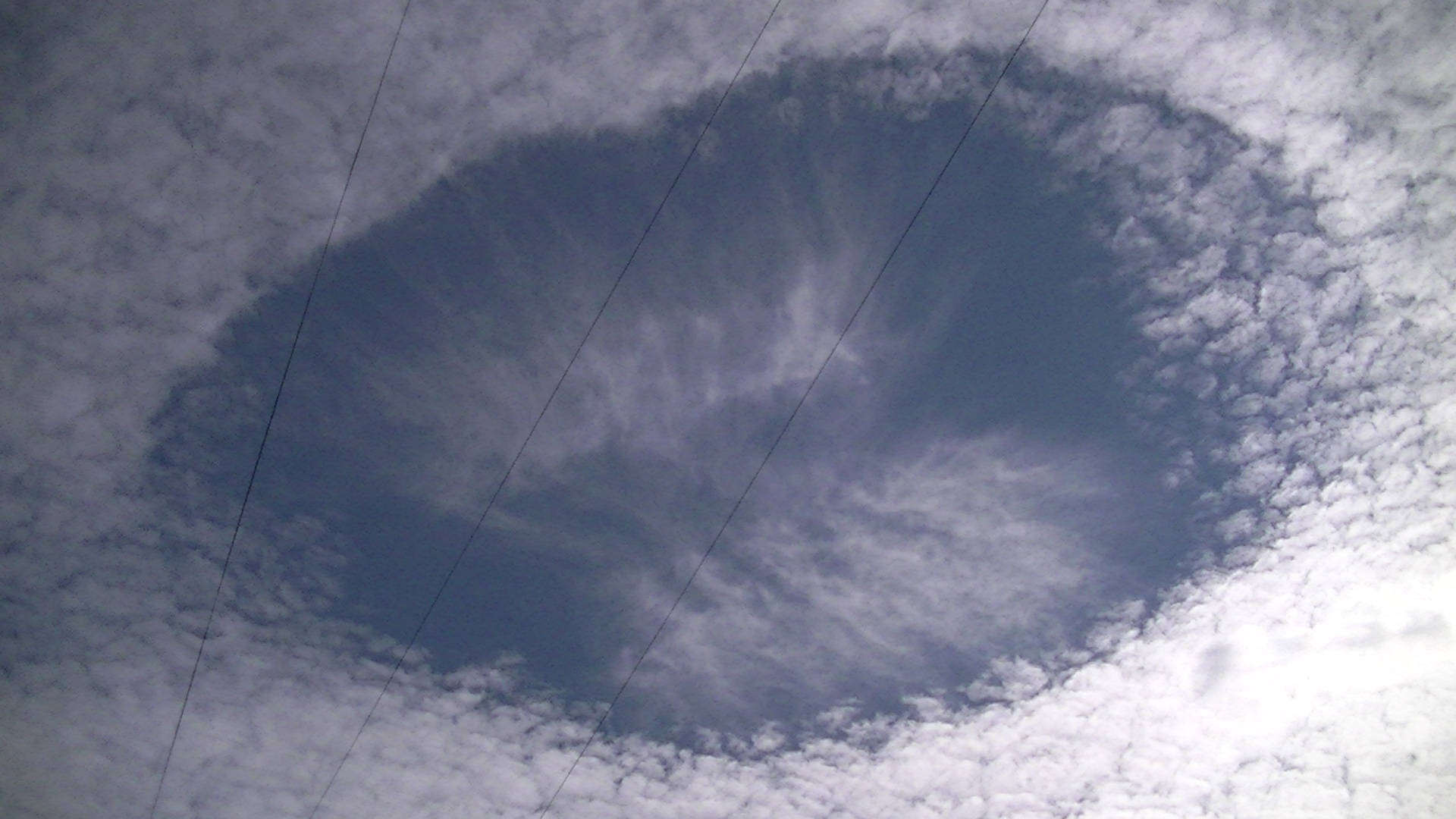
Autre exemple de traînée de dissipation circulaire.

Une traînée de dissipation, appelée Cavum dans la version 2017 de l'Atlas international des nuages, est l'effet inverse d'une traînée de condensation qui se produit quand un avion à réaction passe à travers un nuage mince. La température élevée des gaz d'échappement réchauffe l'air ambiant et réduit ainsi l'humidité relative de l'air à moins de 100 % derrière l'avion. Ceci dissipe les gouttelettes du nuage et crée un sillon limpide nettement défini. Ce phénomène est rapporté dans les rapports météorologiques, comme le METAR ou le PIREP, par l'abréviation anglaise Distrail, pour dissipation trail (traînée de dissipation).
Le cavum peut être de forme circulaire, avec de la virga tombant typiquement de la partie centrale du trou, quand un aéronef traverse la couche mince de nuages lors de sa montée ou de sa descente. La forme est circulaire quand elle est vue directement par en dessous, mais elle peut sembler ovale vue à distance. Le cavum est linéaire si l'aéronef se déplace au niveau du nuage. Dans les deux cas, le trou ou le corridor s'élargissent progressivement.